# جيرمين تايلور (كرة سلة)
جيرمين تايلور (بالإنجليزية: Jermaine Taylor)‏ مواليد 8 ديسمبر 1986 في تافاريس، هو لاعب كرة سلة محترف أمريكي بدأ مسيرته الاحترافية في سنة 2009 حيث تم اختياره من قبل فريق واشنطن ويزاردز خلال الدرافت،. يبلغ طوله 6 قدم 5 بوصة (2.0 م).

## فرق لعب لها
- هيوستن روكتس
- سكرامنتو كينغز
- سان سباستيان غيبوثكوا بي سي
- شانشي بريف دراجونز

## إحصائيات المسيرة

### الموسم الاعتيادي
| السنة   | الفريق         | لعب | بدأ | دقيقة | ميداني% | ثلاثية | حرة  | ارتداد | صنع | استلاب | تصدي | نقطة |
| ------- | -------------- | --- | --- | ----- | ------- | ------ | ---- | ------ | --- | ------ | ---- | ---- |
| 2009–10 | هيوستن روكتس   | 31  | 4   | 9.8   | .378    | .227   | .717 | 1.5    | .5  | .3     | .1   | 4.1  |
| 2010–11 | هيوستن روكتس   | 8   | 0   | 9.6   | .500    | .400   | .833 | 1.1    | .3  | .3     | .3   | 4.9  |
| 2010–11 | سكرامنتو كينغز | 26  | 8   | 15.6  | .476    | .300   | .727 | 2.0    | 1.2 | .5     | .1   | 7.1  |
| المسيرة |                | 65  | 12  | 12.1  | .441    | .284   | .730 | 1.7    | .7  | .4     | .1   | 5.4  |

## روابط خارجية
- جيرمين تايلور على موقع إن بي أي (الإنجليزية)
- جيرمين تايلور على موقع سبورتس رفرنس (الإنجليزية)
- جيرمين تايلور على موقع الدوري الإسباني لكرة السلة (الإسبانية)
- جيرمين تايلور على موقع كرة السلة الأوروبية.كوم (الإنجليزية)
- جيرمين تايلور على موقع كلية كرة السلة في سبورتس رفرنس.كوم (الإنجليزية)
- جيرمين تايلور على موقع ريلجم (الإنجليزية)
- جيرمين تايلور على موقع بروبوليرز (الإنجليزية)
- جيرمين تايلور على موقع سبورتس رفرنس (الإنجليزية)
- جيرمين تايلور على موقع سبورتس رفرنس (الإنجليزية)